# مارك ألبرايتون (لاعب كرة قدم)
مارك ألبرايتون (بالإنجليزية: Mark Albrighton)‏ هو لاعب كرة قدم بريطاني في مركز الدفاع، ولد في 6 مارس 1976 في نانيتون ‏ في المملكة المتحدة. لعب مع روشدين ودايموندز وستيفيناغ بوروه وكامبريدج يونايتد وكيدرمينستر هاريرز ونادي أثرستون تاون ونادي بارويل ونادي بوسطن يونايتد ونادي تشستر سيتي ونادي تلفورد يونايتد ونادي دارلنجتون ونادي دونكاستر روفرز.

## وصلات خارجية
- مارك ألبرايتون (لاعب كرة قدم) على موقع قاعدة بيانات كرة القدم.إي يو (الإنجليزية)
- مارك ألبرايتون (لاعب كرة قدم) على موقع Soccerbase.com (لاعب) (الإنجليزية)